# Oberschützen
Oberschützen è un comune austriaco di 2 430 abitanti nel distretto di Oberwart, in Burgenland. Nel 1971 ha inglobato i comuni soppressi di Aschau im Burgenland, Schmiedrait, Unterschützen e Willersdorf.